# Hotel Mollberg

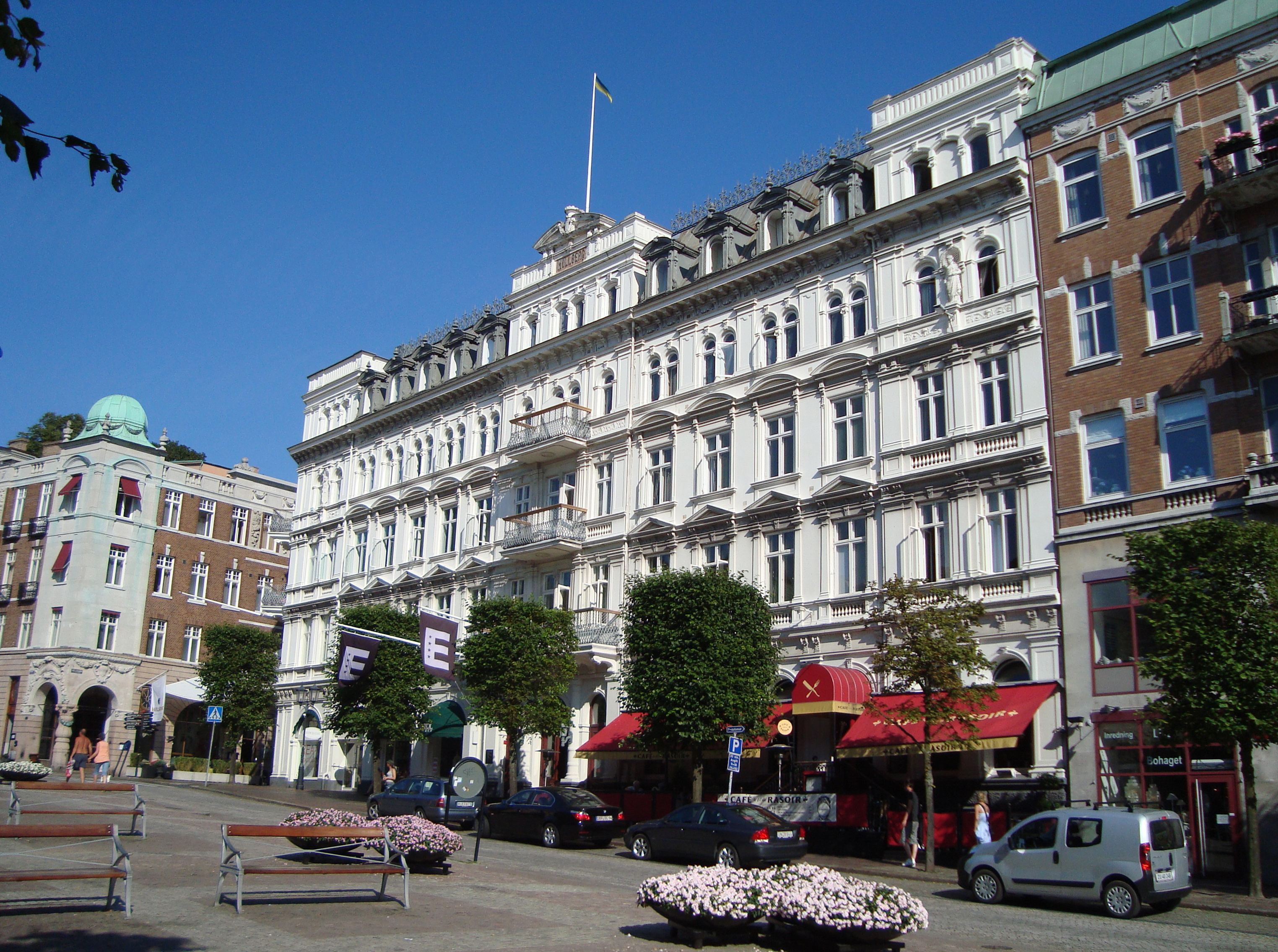
Das Hotel Mollberg in Helsingborg

Hotel Mollberg (schwedisch Hotell Mollberg) in der südschwedischen Stadt Helsingborg gilt als das älteste Hotel Schwedens. Bereits seit dem 14. Jahrhundert befand sich an dem Ort, an dem das heutige Hotel steht, ein Herbergsbetrieb. Seinen Namen erhielt das Hotel allerdings erst 1802, als es vom Seemann Peter Mollberg gekauft und auf den Namen Hotel d'Mollberg getauft wurde. 1814 wurde das Gebäude abgerissen, um einem neuen Bau mit zwei Etagen Platz zu machen.
Seitdem wurde das Hotel am Platz Stortorget im Takt mit dem Wachstum der Stadt stetig ausgebaut. Zwischen 1884 und 1905 wurde es in zwei Etappen zu dem repräsentativen Gebäude mit vier Etagen und einer reich mit Ornamenten versehenen und verputzten Fassade, das es noch heute ist. Am Um- und Ausbau war maßgeblich der Helsingborger Stadtarchitekt Mauritz Frohm beteiligt, daneben aber auch der Architekt Alfred Hellerström.
Seit 1990 wird das Hotel als Elite Hotel Mollberg von der Hotelgruppe Elite Hotels betrieben.

## Gäste
König Gustav IV. Adolf von Schweden soll hier bei einem Besuch in Helsingborg auf seiner Rückreise aus Pommern zwei Monate gewohnt haben.